# Conte d'hivern (pel·lícula de 1992)
Conte d'hivern (títol original en francès: Conte d'hiver) és una pel·lícula francesa dirigida per Éric Rohmer, estrenada el 1992 i la segona del cicle de "Contes de les quatre estacions" (Contes des quatre saisons). Ha estat subtitulada al català.

## Argument
Félicie i Charles tenen una relació amorosa a les platges de la Bretanya. En el comiat de les vacances que han passat junts, Félicie es confon en donar-li la seva adreça a en Charles. Félicie treballa de perruquera a Paris i viu en els suburbis del sud de la ciutat amb la seva mare i la seva filla Elise nascuda d'aquell idil·li estiuenc. La Félicie de vegades va a dormir a casa d'en Loïc, un bibliotecari una mica massa intel·lectual pel seu gust, fins que accepta la proposta que li fa en Maxence, el perruquer enamorat d'ella, de traslladar-se a Nevers per anar-hi a viure junts amb la seva filla. Més tard Félicie deixarà en Maxence, perquè no l'estima prou i tornarà cap a Paris, on es veurà amb en Loïc, però sense reiniciar la seva anterior relació. Tots dos aniran a veure l'obra de teatre Conte d'hivern de William Shakespeare. Félicie s'emociona quan l'estàtua d'Hermione torna a la vida.
Cap al final, en una escena a l'autobús, es produirà una retrobada imprevista.

## Repartiment
- Charlotte Véry: Félicie
- Frédéric van den Driessche: Charles
- Hervé Furic: Loïc
- Michel Voletti: Maxence
- Ava Loraschi: Elise
- Christiane Desbois: La mare

### Intèrprets de la representació delConte d'hivern
- Roger Dumas: Leontes
- Danièle Lebrun: Paulina
- Diane Lepvrier: Hermione
- Edwige Navarro: Perdita
- François Rauscher: Florizel
- Daniel Tarrare: Polyxena

## Al voltant de la pel·lícula
El llargmetratge comença amb el pròleg dels amants Charles i Félicie en un format de fotonovel·la adient als patrons culturals de la protagonista. Dels colors alegres i la llum de la primera part que representen la felicitat es passa a les tonalitats groguenques i apagades acompanyades per la textura granulada del format de 16 mm en què fou rodada inicialment la pel·lícula (inflats a 35 mm), que corresponen a la rutinària i poc estimulant vida de la Félicie enamorada del desaparegut Charles. Un altre episodi del trencament en la unitat estilística del film el trobem en la representació teatral de l'obra Conte d'hivern de Shakespeare. Rohmer la va filmar amb un operador diferent i amb dues càmeres simultànies, ressaltant la singularitat d'aquestes escenes on el retorn a la vida d'Hermione serà una premonició del que esdevindrà amb el retrobament d'en Charles. En aquesta ocasió, i per primera vegada en el cinema rohmerià hi trobem dues generacions als extrems de la protagonista, representades per la seva mare i la seva filla Félicie. A diferència de la primera entrega de les quatre estacions, Conte de printemps i de les dues posteriors, on es manté la constant de tres dones, a Conte d'hiver s'inverteix l'esquema i són tres homes (el desaparegut Charles, en Loïc i en Maxence) i una dona (Félicie) els que protagonitzen les històries sentimentals.

### Contes de les quatre estacions
L'origen del cicle dels contes de les quatre estacions es troba en una redescoberta a mitjan anys 80 de la peça teatral de Shakespeare titulada Conte d'hivern. Rohmer era asidu a les representacions de la Comédie-Française i també de les retransmissions de teatre per televisió. Va ser precisament en una versió per televisió de la BBC sobre aquesta obra que el va impressionar extraordinàriament i que el portaria a filmar els quatre episodis, un per cada estació. Les noies en flor de la primavera, l'enamorada en hibernació a Conte d'hiver, les vacances d'adolescents en el dedicat a l'estiu i de les frustracions i buits sentimentals en l'episodi de la tardor.
Conte d'hiver és el segon llargmetratge del cicle els "Contes de les quatre estacions" (Contes des quatre saisons 1990- 1998) que Rohmer va iniciar amb Conte de printemps (1990). Conte d'hiver es va estrenar a les sales franceses el gener de 1992.